# Nunca te duermas escuchando relatos de amor
Nunca te duermas escuchando relatos de amor es una novela del escritor uruguayo Fernando Villalba. Lanzada en 2018 por la editorial Fin del Siglo, el título cuenta a historia de Emilio, un escritor de libros de autoayuda, que es sospechoso de haber matado su exesposa, Paula. La narrativa transcurre en las tardes de té convocadas por la hermana de Emilio, en las que están presentes también Gabriela y su hermana Claudia, consideradas primas por afinidad de Emilio y su hermana.  Emilio inicialmente no es invitado para las reuniones, pero espía las mujeres para saber lo que hablan sobre la investigación policial de la muerte de Paula, que además de exmujer de Emilio, era amiga de las “tres gracias” (como Emilio llama a su hermana y a sus “primas”).
El protagonista pasa a contar relatos del pasado, que sorprenden por el hecho de entrelazarse, tanto con el misterio policial como con los dramas afectivos de los protagonistas.
La obra fue lanzada en la Feria Internacional del Libro de Montevideo en septiembre de 2018. Recibió una mención del jurado en los premios Onetti de novela de 2014.